# Surtsey
Surtsey (IPA: ['sør̥tsɛi]) Izland partjaitól délre található vulkanikus eredetű sziget, amely az ország legdélebbi pontja. Egy a tenger alatt 130 méter mélyen kezdődő vulkánkitörés hozta létre, amely 1963. november 14-én érte el a felszínt. A kitörés valószínűleg pár nappal korábban kezdődött és 1967. június 5-éig tartott. A sziget ekkor érte el legnagyobb területét (2,7 km2), ám azóta mérete a szél és a hullámzás eróziós tevékenysége miatt folyamatosan csökken. 2002-ben mindössze 1,4 km2 volt a felszíne.
A sziget a skandináv mitológia egyik alakjáról, a tűzóriás Surturról kapta a nevét, mely így izlandiul annyit jelent: Surtur szigete.
Surtsey keletkezését nagy érdeklődéssel figyelték a vulkanológusok, létrejötte óta pedig kiemelt figyelmet szentelnek neki a botanikusok, biológusok, ugyanis alkalmukban állt megfigyelni, hogy egy kietlen, kopár szigetet hogyan népesítenek be a különböző fajok.
A szigetet létrehozó, tengerfenéken található hasadék a Vestmannaeyjar tenger alatti vulkanikus rendszer része. Ez a lokális rendszer része az Atlanti-óceánt hosszában keresztülszelő, Közép-Atlanti-hátságnak. A Surtseyt létrehozó vulkáni tevékenység következtében egyéb kisebb szigetek is keletkeztek (például Jólnir), de ezek többsége hamar erodálódott.

## A kitörés előzményei
1963. november 14-én 7 óra 15 perckor az Ísleifur II nevű, a Vestmannaeyjar szigetvilágát járó halászhajó szakácsa a hajótól délnyugatra sötét füstfelhőre lett figyelmes. Mivel a kapitány arra gondolt, hogy egy hajó gyulladt ki,  az Ísleifur II megközelítette a füstfelhőt. Ekkor vették észre, hogy ez egy tenger alatti vulkánkitörés.
Bár a kitörés váratlan volt, néhány jel megelőzte a közelgő vulkáni aktivitást. Egy héttel korábban a reykjavíki szeizmográf apróbb rengéseket érzékelt, de a rengések helyét nem határozták meg. Két nappal a kitörés előtt egy tengerkutató hajó észlelte, hogy a környéken a víz hőmérséklete kicsit melegebb a szokásosnál. Ezzel egy időben a közeli városban, a 80 km-re fekvő Víkben, az emberek hidrogén-szulfid szagot éreztek.
Szinte biztos, hogy a kitörés november 14-e előtt kezdődött. A tenger itt 130 méter mély, így a víznyomás képes elfojtani a robbanásszerű kitöréseket. Ám ahogy a kitörések kezdtek egy vulkáni kúpot felépíteni, egyre közeledve a tenger felszínéhez, a kitörés láthatóvá vált a felszín felett is.

## A kezdetek

A kitörés sematikus diagramja

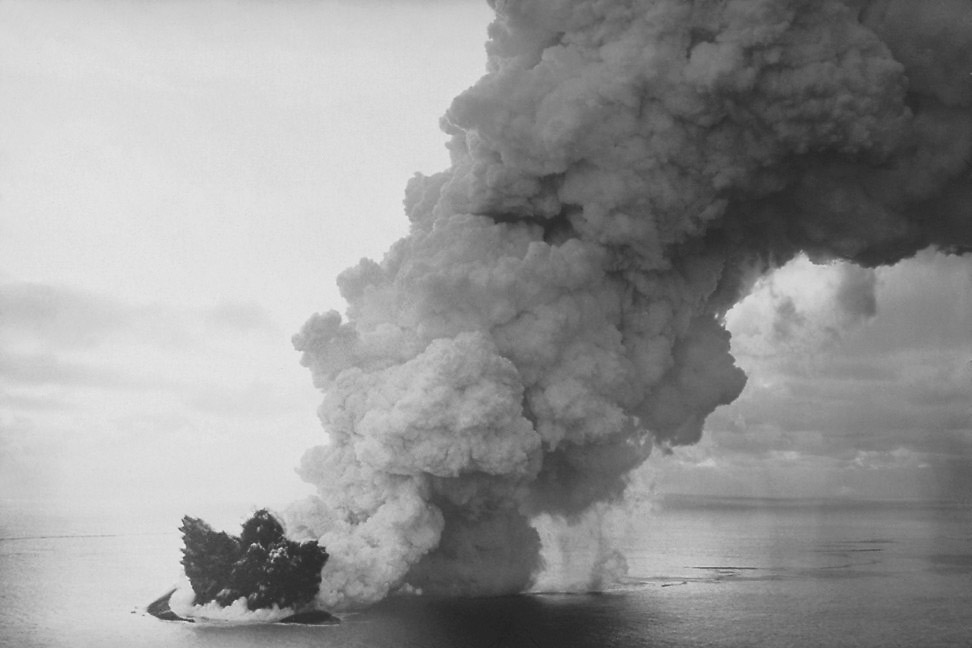
A sziget keletkezésekor levegőbe emelkedő hamuoszlop

1963. november 14-én, 11 órakor a kitörési felhő magassága elérte a néhány kilométert. Eleinte a kitörés 3 repedésen keresztül indult meg az északkelet–délnyugati irányú hasadék mentén, de délutánra ezek összeolvadtak egy nagy repedéssé. Egy héten keresztül folyamatos volt a kitörés, aminek következtében a létrejövő sziget elérte az 500 méteres hosszúságot és a 45 méteres magasságot.
A szigetet a tűzóriásról, Surturről nevezték el. Vestmannaeyjar lakói jobban szerették volna a Vesturey nevet adni a szigetnek, ami nyugati szigetet jelent. Már el is tervezték, hogy december 13-án erre a névre keresztelik, de végül mégis maradt az eredeti név.
A kitörések folytatódtak, és egyetlen kráterre koncentrálódtak, így a sziget alakja egyre inkább körszimmetrikussá vált. November 24-én a sziget már 900 méter hosszú és 650 méter széles volt. A láva és a tengervíz találkozása hatalmas robbanásokat eredményezett, aminek következtében a vulkanikus anyagok egy viszonylag kevéssé ellenálló szerkezetet vettek fel. Így a heves észak-atlanti viharok a tél folyamán már rombolták a szigetet. Ennek ellenére, a további kitöréseknek köszönhetően a sziget 1964 februárjában érte el legnagyobb méretét, ekkor átmérője 1300 méter volt.
A kitörések során légköri elektromos jelenségeket figyeltek meg. A felszálló gőzoszlopon át narancssárga villámok cikáztak.
A sziget történetének egyik érdekes pillanata volt, amikor 1963. december 6-án Paris Match három újságírója felkereste Surtseyt. 15 perc elteltével a heves robbanások miatt el kellett hagyniuk a szigetet. Az újságírók viccesen francia fennhatóság alá vonták Surtseyt, erre azonban Izland gyorsan közölte, hogy mivel izlandi vizeken keletkezett a sziget, így az nyilván hozzájuk tartozik.{{jegyzet*Ferdinandea vulkanikus szigete Szicília közelében egy hasonló eset, hovatartozása máig vitatott.}}

## A maradandó sziget
Mivel a kezdeti kitörésekkor a tengervíz könnyen tudott érintkezni a felszínre törő lávával, így eleinte robbanásos kitörések jellemezték a vulkanikus folyamatot. Ennek következtében olykor 10 km magas hamuoszlop emelkedett a keletkező sziget fölé.
1964 elejére a sziget elérte azt a méretet, hogy a hasadékhoz nem tudott már könnyen hozzáférni a tenger. Ekkortól sokkal kevesebb robbanás jellemezte a vulkanikus tevékenységet. Lávakitörések és lávafolyamok vették át a főszerepet. Ennek köszönhetően az addig laza szerkezetű felszíni kőzetet beborította egy rendkívül ellenálló kőzet, ami megóvta a szigetet a gyors megsemmisüléstől. Ezek a típusú kitörések egészen 1965-ig folytatódtak, amikor is a sziget területe elérte a 2,5 km2-t.

## A kitörések fokozatosan abbamaradnak
1965-re Surtseynél a vulkáni aktivitás egyre csökkent. Május végén a szigettől 600 méterre északra újabb vulkáni tevékenység indult meg. Ennek következménye egy újabb kis sziget volt, mely május 28-án jelent meg. A Syrtlingur nevet kapta. Ezek a kitörések egészen októberig folytatódtak, amikor is a sziget elérte a 0,15 km2-es területet. Amint a kitörések abbamaradtak, a szigetet hamarosan (október 24.) elnyelték a hullámok.
1965 decemberében Surtseytől 0,9 km-re délnyugatra a tengeralatti aktivitás folytatódott, és egy újabb sziget alakult ki. Ez a sziget a Jólnir nevet kapta, és az elkövetkezendő nyolc hónap folyamán magassága 70 méternyire, területe 0,3 km2-re nőtt. 1966. augusztus 8-án azonban a vulkáni aktivitás befejeződött, és a sziget – Syrtlingurhoz hasonlóan – az erózió következtében 1966 októberére vízszint alá került.
1966. augusztus 19-én a főszigeten újabb vulkánkitörések történtek, ami még ellenállóbbá tette az erózióval szemben. A kitörések azonban egyre ritkábbá váltak, és 1967. június 5-én abbamaradtak. A vulkán azóta nem tört ki. A három és fél évnyi vulkáni tevékenység során a teljes lávamennyiség körülbelül 1 km3 volt, a sziget legnagyobb tengerszint feletti magassága pedig 174 m.
A vulkanikus tevékenység befejeződése óta az erózió következtében a sziget területe egyre csökken. A sziget délkeleti oldalán egy nagy terület már teljesen eltűnt, északi oldalán pedig egy homokos földnyelv, a Norðurtangi („Északi pont”) alakult ki. A becslések szerint eddig kb. 0,024 km3 tűnt el az erózió miatt, ez a sziget eredeti tengerszint feletti tömegének kb. egynegyede.

## Védett terület
A szigetet 1965-ben védett területté nyilvánították, hisz azon nagyon kevés helyek egyike, ahol megfigyelhető, hogy a fajok hogyan vesznek birtokba, hogyan népesítenek be egy kietlen, kopár területet. A mai napig csak nagyon kevés kutatónak van engedélye a szigetre lépni, a többiek legfeljebb egy kisrepülőről nézhetik Surtsey fiatal felszínét.

## Növények
Az első szigeten megjelenő növények a mohák és a zuzmók voltak. 1965-ben már megtalálhatók voltak a területen, és mára beborítják majdnem a teljes felszínt. A sziget első 20 évében összesen 20 növényfajt figyeltek meg, de csak 10 volt képes tartósan megmaradni a tápanyagszegény, sós talajon.
Ahogy a madarak betelepültek a szigetre, a talaj minősége jelentősen javulni kezdett. Ennek köszönhetően egyre fejlettebb növények is képesek voltak megmaradni a szigeten. 1998-ban találták az első fásszárú növényt. Ez egy tealevelű fűz (Salix phylicifolia), ami 4 méter magasra is képes megnőni. A mai napig legalább 60 fajt figyeltek meg, de csak 30 volt képes meghonosodni. Napjainkban 2—5 új faj jelenik meg évente.

## Madarak

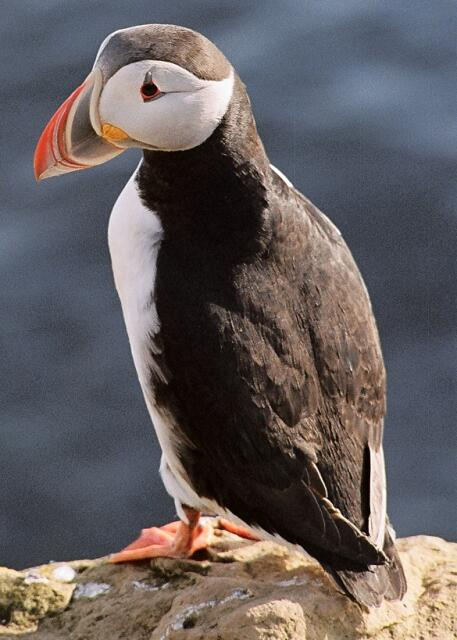
Az első lundafészkeket 2004-ben találták a szigeten

A madarak elterjedése a szigeten szoros összefüggésben áll a növények megjelenésével. Mindkét irányban hatást gyakorolnak egymásra, hiszen a madaraknak a fészekrakáshoz szükségük van növényekre, míg a növények szaporodását, illetve a talaj trágyázását segítik a madarak. Három évvel a kitörések befejeződése után megjelentek az első madarak: a viharmadárfélékhez tartozó északi sirályhojsza, illetve alkafélék voltak a pionírok. Ma 8 madárfaj lakója a szigetnek.
Sirálykolónia 1986 óta van jelen a szigeten, bár néhány héttel a sziget születése után már felbukkantak a parton. A sirálykolóniának nagyon fontos szerepe van a növények elterjedésében. Egy 2004-es expedíció során találták az első bizonyítékot arra, hogy lundák is fészkelnek a szigeten. Ezek a madarak egyébként nagyon elterjedtek a környező szigetvilágban.
Surtsey nemcsak az otthonává vált több madárfajnak, hanem költözőmadarak pihenőhelyéül is szolgál, főként azoknak, melyek a Brit-szigetek felől Izlandra tartanak. A költözőmadarak közül többek közt énekes hattyút, lúd- és hollófajokat figyeltek meg. Bár Surtsey az Izlandra vezető fő vándorlási útvonaltól keletre fekszik, amióta növényzete kialakult, egyre gyakrabban pihennek meg itt madarak.

## Tengeri élet
A sziget kialakulása után nem sokkal fókák bukkantak fel a parthoz közel. Kezdtek ideszokni sütkérezni, főleg a sziget északi csücskére, amit a tengeri hullámzás épített. 1983-ban észlelték, hogy a fókák szaporodnak is a szigeten, és egy majdnem 70 fős csoportjuk a szigetet a szaporodási helyének választotta. A kúpos fóka (Halichoerus grypus) sokkal gyakoribb a szigeten, mint a borjúfóka (Phoca vitulina), de mindkét faj meghonosodott a területen. A fókák megjelenése a kardszárnyú delfineket (Orcinus orca) is idevonzotta. Ez a faj korábban is gyakran látható volt a Vestmannaeyjar szigetvilágában, de manapság Surtsey partjainál is rendszeresen felbukkan.
A sziget tengerfelszín alatti részén sok tengeri fajt találtak. Gyakori a tengeri csillag és a tengeri sün is. A sziklákra algafajok telepedtek, és sok helyütt hínár borítja a vulkán felszín alatti lejtőit.

## Egyéb életformák
A rovarok nagyon gyorsan megjelentek a szigeten, már 1964-ben feljegyezték felbukkanásukat. Először a repülni tudó rovarok érkeztek a szél segítségével, illetve saját erejükből. A legelső rovar Surtsey-n a légy volt. Ezeket követte a tengeri uszadékfákon érkező, és a szigeten partra vetődő rovartetemek és élő rovarok serege. 1974-ben egy nagyméretű zsombékos vetődött a sziget partjára. A kutatók elhozták a felét és megvizsgálták. A vizsgálat során 663 szárazföldi gerinctelent, többnyire atkákat és ugróvillásokat találtak, melyeknek túlnyomó többsége túlélte a tengeri utazást.
Azáltal, hogy a rovarok meghódították a szigetet, lehetőséget teremtettek a madarak betelepülésének, hiszen így számukra táplálékul szolgálnak. A madártetemek  a ragadozó rovarok elterjedését segítették. A növények megjelenése pedig az egyéb növényevő rovarok számára nyitotta meg az utat.
Egyéb magasabb életformák is megjelentek a szigeten. Az első földigilisztákat 1993-ban találták, vélhetően egy madár által kerültek a szigetre Heimaey-ről. 1998-ban már a meztelen csigák is megjelentek. Ezt követően pókok és bogarak is „partra szálltak” a fiatal szárazföldön.

## Surtsey jövője

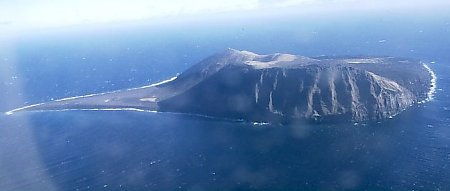
A sziget 1999-ben

A kitörések abbamaradását követően a kutatók folyamatosan figyelik a sziget alakjának változását. Az első 20 évben a mérések azt mutatták, hogy erősen süllyed a sziget. Kezdetben a süllyedés évi 20 cm volt, ami a 90-es évek elejére lecsökkent évi 1–2 cm-re. Több oka is volt a süllyedésnek: a laza szerkezetű piroklasztit kompaktálódott (tömörödött), illetve a litoszféra megsüllyedt, köszönhetően a fiatal vulkán súlyának.
A környék vulkanikus tevékenységére az egyedi kitörések jellemzőek, ezért nem valószínű, hogy további kitörések ismét megnövelnék a sziget területét. A tenger hullámzása meglehetősen erős a partvonalon, így a keletkezés óta a sziget területének fele esett áldozatul az eróziónak. A sziget  évente nagyjából 10 000 m2-t veszít területéből.
Területének csökkenése ellenére nem várható, hogy a sziget a közeli jövőben eltűnne a felszínről. Az erodálódó terület nagyrészt laza szerkezetű tefrából áll, amit a szél és a hullámzás könnyen elhord. A meglévő terület nagy részét azonban kemény lávatakaró fedi, ami sokkal jobban ellenáll a szél és a tenger pusztító munkájának. Ezen kívül a tefra kémiai változáson is átesik, aminek következtében sokkal ellenállóbb tufa keletkezik belőle. Ez a folyamat Surtsey-n nagyon hamar megindult, köszönhetően annak, hogy a felszín alatt, a felszínhez már közel is magas a hőmérséklet.
Bár a sziget területe kétségtelenül napról napra csökken, szinte biztos, hogy évszázadokon keresztül meg fog maradni. Erre abból lehet következtetni, hogy a Vestmannaeyjar szigetvilágának több kisebb szigete is hasonló módon keletkezett néhány ezer évvel ezelőtt, aztán nagyon hasonló eróziós hatások érték azokat is, mint ma Surtseyt, és mind a mai napig léteznek.
Az UNESCO 2008-ban a szigetet világörökség részévé nyilvánította.